# Agustín Fangi
Augustín Fangi O.P. (también Augustine de Biella; 1430 – 22 de julio de 1493) fue un fraile y sacerdote dominco italiano. Fue conocido en su época como un obrador de milagros y, como prior de diferentes casas, fue un gran regulador de la Regla de Santo Domingo. Fue beatificado por el Papa León XIII en 1878.

## Biografía
La vida de Agustín Fangi estuvo marcada por la piedad y la regularidad, más que por los acontecimientos extremadamente inusuales o de ambición espiritual. Fangi nació en 1430 en Biella, Italia, en una familia rica que había planeado una carrera secular para él. En cambio, el joven Agustín fue impresionado por los dominicos recién llegados en Biella y se unió al convento.
Una característica notable del beato de Agustín era su ecuanimidad y la capacidad de concentrarse intensamente en los asuntos espirituales. Un incidente registrado dice de él que fue sometido a una operación a la que estaba obligado a someterse sin anestesia. Lo hizo sin gritar en absoluto. Después, simplemente dijo que su mente estaba tan intensamente concentrada que apenas se dio cuenta de lo que se le estaba haciendo. 
En 1464, Agustín se convirtió en prior del convento de Soncino. Se documentan los milagros que se produjeron en él. Uno de ellos involucró un niño deforme que había muerto sin bautismo. Sin embargo, se dice que fue devuelto a la vida con la oración de San Agustín el tiempo suficiente para ser bautizado. Otro milagro supuestamente involucró a un menor que fue a llorar amargamente porque se había roto una jarra de vino. Agustín recogió los fragmentos y los volvió a poner juntos. El relato continúa afirmando que el sacerdote oró y la jarra se volvió a llenar, y se la devolvió al niño asustado. 
Los últimos años de la vida de Agustín transcurrieron en Venecia, donde murió el 22 de julio de 1493, en la festivdad de María Magdalena.

## Veneración
Agustín Fangi fue enterrado en un lugar húmedo. En la década de 1530, los obreros que hacían reparaciones en la iglesia donde fue enterrado encontraron su féretro flotando en el agua que se había filtrado en la cámara funeraria. Sin embargo, cuando se abrió, el cuerpo de san Agustín y la ropa fueron encontrados incorruptos. Esto aumentó la devoción y su causa para la canonización. Aun así, en el momento en que fue beatificado habían pasado tres siglos y fue olvidado por todos, excepto por los residentes de Biella.
En 1872, el culto de Agustín fue confirmado y en 1878 fue beatificado.